# Гленшо (Пенсільванія)
Гленшо (англ. Glenshaw) — переписна місцевість (CDP) в США, в окрузі Аллегені штату Пенсільванія. Населення — 8945 осіб (2020).

## Географія
Гленшо розташоване за координатами 40°32′21″ пн. ш. 79°58′25″ зх. д. / 40.53917° пн. ш. 79.97361° зх. д. (40.539212, -79.973624).  За даними Бюро перепису населення США в 2010 році переписна місцевість мала площу 8,03 км², уся площа — суходіл.

## Демографія
Згідно з переписом 2010 року, у переписній місцевості мешкала 8981 особа в 3672 домогосподарствах у складі 2672 родин. Густота населення становила 1118 осіб/км².  Було 3788 помешкань (472/км²).
Расовий склад населення:
| - 97,7 % — білих - 0,7 % — чорних або афроамериканців - 0,7 % — азіатів |

До двох чи більше рас належало 0,7 %. Частка іспаномовних становила 0,7 % від усіх жителів.
За віковим діапазоном населення розподілялося таким чином: 19,9 % — особи молодші 18 років, 60,0 % — особи у віці 18—64 років, 20,1 % — особи у віці 65 років та старші. Медіана віку мешканця становила 46,2 року. На 100 осіб жіночої статі у переписній місцевості припадало 94,4 чоловіків;  на 100 жінок у віці від 18 років та старших — 91,6 чоловіків також старших 18 років.
Середній дохід на одне домашнє господарство  становив 86 362 долари США (медіана — 75 743), а середній дохід на одну сім'ю — 98 893 долари (медіана — 89 472). Медіана доходів становила 55 844 долари для чоловіків та 43 495 доларів для жінок. За межею бідності перебувало 4,1 % осіб, у тому числі 1,5 % дітей у віці до 18 років та 6,8 % осіб у віці 65 років та старших.
Цивільне працевлаштоване населення становило 4594 особи. Основні галузі зайнятості: освіта, охорона здоров'я та соціальна допомога — 31,8 %, фінанси, страхування та нерухомість — 13,5 %, роздрібна торгівля — 12,9 %, науковці, спеціалісти, менеджери — 12,5 %.